# 18176 Julianhong
18176 Julianhong è un asteroide della fascia principale. Scoperto nel 2000, presenta un'orbita caratterizzata da un semiasse maggiore pari a 2,5895641 UA e da un'eccentricità di 0,1278527, inclinata di 2,55740° rispetto all'eclittica.